# Yazid bin Sa'ud Al Sa'ud
Yazid bin Saʿūd Āl Saʿūd (in arabo يزيد بن سعود بن عبد العزيز آل سعود‎?; 1955 – 10 novembre 2023) è stato un principe e funzionario saudita, membro della famiglia reale Āl Saʿūd.

## Biografia
Il principe Yazid è nato nel 1955 ed era figlio di re Sa'ud. Nel 1982, ha conseguito una laurea in storia della letteratura presso l'Università Re Sa'ud. In seguito è entrato in servizio nel ministero dell'interno. Successivamente, ha conseguito un master presso l'Università di Salford. Ha lavorato a Riad come direttore generale dell'amministrazione delle relazioni e dell'orientamento del ministero dell'interno.

## Vita personale
Dalla prima moglie, Nura bint Nasser bin Abd al-Aziz Al Sa'ud, ha avuto cinque figli: Mish'al, Sa'ud, Nawwaf, Salman e Sultan. Dalla seconda moglie, ha avuto tre figli, un maschio e due femmine: Sara, Abd al-Aziz e Wad.